# Josip Čale
Josip Čale (* 6. Mai 1983 in Zagreb, Jugoslawien) ist ein kroatischer ehemaliger Handballspieler.
Čale, der für den deutschen Verein TuS Nettelstedt-Lübbecke (Rückennummer 6) spielte und für die kroatische Nationalmannschaft auflief, konnte im Rückraum vielseitig eingesetzt werden; meist spielte er aber im linken Rückraum.
Josip Čale spielte seit seiner Jugend beim RK Agram Medveščak Zagreb. Dort debütierte er auch in der ersten kroatischen Liga. 2007 wechselte er zum deutschen Erstligisten TuS Nettelstedt-Lübbecke. Nach der Saison stieg er mit den Ostwestfalen in die 2. Bundesliga ab und verließ den Verein wieder, nachdem er in der Saison mit einer Verletzung zu kämpfen hatte.
Josip Čale hat 25 Länderspiele für die kroatische Nationalmannschaft bestritten. Für sein Land nahm er an den Mittelmeerspielen 2005 in Almería teil und belegte den zweiten Platz.